# Trou noir électronique
Pour les articles homonymes, voir Trou noir (homonymie).
 (mai 2020).
Une notion spéculative en physique présume l’existence de trou noir électronique équivalent à un trou noir ayant la même masse et la même charge électrique qu’un électron. Cette entité aurait alors de nombreuses propriétés communes avec l’électron, dont le moment magnétique dipolaire de l’électron et la longueur d'onde de Compton. Cette idée figurait en substance dans une série d’articles publiés par Albert Einstein entre 1927 et 1940. Il y montrait que si l’on traite des particules élémentaires comme des singularités de l’espace-temps, il n’est pas nécessaire de postuler le mouvement géodésique comme faisant partie de la relativité générale.

## Problématique
Pour un objet de masse aussi faible que celle de l’électron, la mécanique quantique autorise des vitesses supérieures à celle de la lumière sur des échelles de distance supérieure au rayon de Schwarzschild de l’électron[réf. nécessaire].

## Le rayon de Schwarzschild
Le rayon de Schwarzschild (rs) d’une masse quelconque se calcule avec la formule :
{\displaystyle r_{s}={\frac {2Gm}{c^{2}}}}
où :
- G représente la constante gravitationnelle de Newton ;
- c représente la vitesse de la lumière.
  - si m représente la masse d'un électron (9,109×10−31 kg), cela donne comme valeur de rayon :
  - rs = 1,353×10−57 m, soit vingt deux ordres de grandeurs plus petit que la longueur de Planck !

Donc, si l'électron atteignait un rayon aussi faible que cette valeur, il deviendrait une singularité gravitationnelle. Il aurait alors un certain nombre de propriétés communes avec les trous noirs. Dans la métrique de Reissner–Nordström, qui décrit les trous noirs chargés électriquement, une quantité analogue rq se définit comme étant :
{\displaystyle r_{q}={\sqrt {\frac {q^{2}G}{4\pi \epsilon _{0}c^{4}}}}}
où :
- q représente la charge électrique ;
- ε0 la permittivité du vide.

Pour un électron avec q = -e = −1,602×10−19 C, cela donne pour valeur du  :
rq = 9,152×10−37 m.
Cette valeur suggère qu'un trou noir électronique devrait être super-extrémal, et avoir une singularité nue. La théorie de l'électrodynamique quantique (EDQ) traite les électrons comme des particules ponctuelles, vision parfaitement compatible avec les expérimentations. En pratique, cependant, les expériences sur les particules ne peuvent pas fouiller des largeurs d'échelles énergétiques arbitrairement choisies, et donc les expériences reposant sur l'EDQ lient le rayon de l'électron à des valeurs inférieures à la longueur d'onde de Compton d'une masse importante de l'ordre de {\displaystyle 10^{6}} GeV, ou :
{\displaystyle r\approx {\frac {\alpha \hbar c}{10^{6}GeV}}\approx 10^{-24}m}
Aucune expérience n'est donc en mesure de prouver que la valeur de r est aussi faible que rs, ces deux valeurs étant inférieures à la longueur de Planck. Les trous noirs super-extrémaux sont généralement considérés comme instables. De plus, toute physique portant sur des dimensions inférieures à des longueurs de Planck nécessite probablement une théorie cohérente de la gravité quantique (à supposer que de telles dimensions aient un sens physique).

## Littérature populaire
- Brian Greene, L'Univers élégant (L'Univers élégant : supercordes, dimensions cachées et la quête de la Théorie Ultime), (1999), (v. chapitre 13).
- John Wheeler, Géons, trous noirs & mousse quantique (1998), (v. chapitre 10).